# Бартенев, Игорь Александрович

Могила Игоря Александровича Бартенева на Комаровском кладбище

Игорь Александрович Бартенев (11 декабря 1911 года, Санкт-Петербург, Российская империя — 9 июля 1985 года, Ленинград, РСФСР, СССР) — советский художник, искусствовед, историк архитектуры, член-корреспондент Академии художеств СССР (1975). Заслуженный деятель искусств РСФСР (1974).
Сын Александра Николаевича Бартенева (1878–20.12.1937, репрессирован) военного, артиллериста, участника Русско-японской войны, правнучатого племянника М. И. Голенищева-Кутузова и Александры Капитоновны Случевской (1885–02.1942), племянницы поэта К.К.Случевского.

## Биография
Родился 11 декабря 1911 года в Санкт-Петербурге.
В 1936 году — окончил архитектурный факультет Всесоюзной академии художеств (с 1947 года это Институт живописи, скульптуры и архитектуры имени И. Е. Репина, в настоящее время — Санкт-Петербургская академия художеств имени Ильи Репина), где в дальнейшем и работал.
В 1941 году — окончил аспирантуру, защитив кандидатскую диссертацию, тема: «Взаимосвязь формы и конструкции в архитектуре русского классицизма».
Тогда же вместе со студентами и преподавателями академии был эвакуирован в Самарканд, где начнет педагогическую деятельность, читая курс по истории искусства и основам перспективы.
С 1944 года — заместитель, с 1953 года — декан факультета теории и истории искусства, в 1970 году — назначен проректором по научной работе института.
В 1968 году — защитил докторскую диссертацию, тема: «Формы и конструкции в архитектуре».
В 1970 году — присвоено учёное звание профессора.
В 1975 году — избран членом-корреспондентом Академии художеств СССР.
Игорь Александрович Бартенев умер 9 июля 1985 года в Ленинграде, похоронен на Комаровском кладбище.

## Семья
Жена (с 1935) — Лариса Сергеевна Рейхер (род. 1911)
Дочь — Милица Игоревна Бартенева (род. 1945), окончила  архитектурный факультет Всесоюзной академии художеств, искусствовед, кандидат архитектуры.
Сын — Александр Игоревич Бартенев (род. 1950), заведующий Учебным музеем прикладного искусства СПГХПА имени А.Л. Штиглица.

## Творческая деятельность
Автор многочисленных графических пейзажей. Среди них: «Москва. Красные ворота» (1934), «Блокадный Ленинград» (1942), «Рим. Капитолий» (1956), «Кижи. Дом Ошевневых» (1962), «Александрия. Парк Монтаза. Королевские пальмы» (1973), «Павловск. Храм Дружбы зимой» (1978), «Полотняный завод — имение Гончаровых» (1982).
Автор книг: «От пирамид до современных зданий» (Л.-М., 1962), «Зодчие и строители Ленинграда» (Л., 1963), «Основы архитектурных знаний для художников» (М., 1964), «Современная архитектура Ленинграда» (Л., 1966), «Архитектурные памятники русского Севера» (Л.-М., 1968), «Форма и конструкция в архитектуре» (Л., 1968), «Русский интерьер XVIII—XIX вв.» (совм. с В. Н. Батажковой, Л., 1977, 2000), «История русского искусства» (архитектурные разделы, 2-е изд. М., 1980, т. 2), «Очерки истории архитектурных стилей» (совм. с Батажковой, М., 1983), «Русский интерьер XIX в.» (совм. с Батажковой, Л., 1984), «Ленинград. Архитектурные памятники и художественные музеи. Пригородные дворцы и парки» (Л., 1985).

## Награды
- Орден «Знак Почёта» (1981)
- Заслуженный деятель искусств РСФСР (1974)